# Sjarhej
Sjarhej ist ein männlicher Vorname. Er ist die belarussische Form der vom lateinischen Namen Sergius abgeleiteten Vornamen Serge (frz.) oder Sergei (russ.).

## Namensträger
- Sjarhej Alejnikau (* 1961), sowjetischer und belarussischer Fußballspieler und -trainer
- Sjarhej Asarau (* 1983), belarussischer Schachmeister
- Sjarhej Balachonau (* 1977), belarussischer Schriftsteller
- Sjarhej Betau (* 1987), belarussischer Tennisspieler
- Sjarhej Dalidowitsch (* 1973), belarussischer Skilangläufer
- Sjarhej Dyleuski (* 1989), belarussischer Ingenieur, Oppositioneller und Streikanführer
- Sjarhej Hozmanau (* 1959), sowjetischer und belarussischer Fußballspieler
- Sjarhej Hurenka (* 1972), belarussischer Fußballspieler und -trainer
- Sjarhej Karnejeu (* 1988), belarussischer Boxer
- Sjarhej Kaszizyn (* 1987), belarussischer Eishockeyspieler
- Sjarhej Kisljak (* 1987), belarussischer Fußballspieler
- Sjarhej Kolassau (* 1986), belarussischer Eishockeyspieler
- Sjarhej Krywez (* 1986), belarussischer Fußballspieler

- Sjarhej Nowikau (Biathlet) (* 1979), belarussischer Biathlet
- Sjarhej Nowikau (Boxer) (* 1989), belarussischer Boxer
- Sjarhej Nowikau (Radsportler) (* 1989), belarussischer Radsportler
- Sjarhej Schyhalka (* 1989), belarussischer Großmeister im Schach
- Sjarhej Stas (* 1974), belarussischer Eishockeyspieler
- Sjarhej Tschernik (* 1988), belarussischer Fußballtorwart
- Sjarhej Zichanouski (* 1978), belarussischer Videoblogger, politischer Aktivist und Geschäftsmann